# دهنه (قوبا)
دهنه (به لاتین: Dəhnə) یک منطقه مسکونی در جمهوری آذربایجان است که در شهرستان قوبا واقع شده است. دهنه ۴۲۲ نفر جمعیت دارد.